# Grand Prix de l'Escaut 2018
La 106e édition du Grand Prix de l'Escaut a eu lieu le 4 avril 2018. La course fait partie du calendrier UCI Europe Tour 2018 en catégorie 1.HC.

## Présentation

### Parcours
Le parcours de la course est remanié à l'occasion de cette édition. Le départ est à Terneuzen, dans la province de Zélande, aux Pays-Bas. Les 125 premiers kilomètres se déroulent sur les routes zélandaises, la course empruntant le tunnel de l'Escaut occidental pour se rendre sur les îles et presqu'îles zélandaises, entre Escaut occidental et Escaut oriental. Le parcours entre ensuite en Belgique pour trois tours de circuit à Anvers et une arrivée à Schoten. Par ce changement de parcours, les organisateurs espère renouveler l'aspect de la course en faisant du vent un facteur important, susceptible de scinder le peloton,.

### Équipes
Classée en catégorie 1.HC de l'UCI Europe Tour, le Grand Prix de l'Escaut est par conséquent ouvert aux WorldTeams dans la limite de 70 % des équipes participantes, aux équipes continentales professionnelles, aux équipes continentales belges et à une équipe nationale belge.
Vingt-trois équipes participent à ce Grand Prix de l'Escaut  - onze WorldTeams et douze équipes continentales professionnelles :
| WorldTeams (11)- Astana - Bora-Hansgrohe - Dimension Data - EF Education First-Drapac p/b Cannondale - Groupama-FDJ - Katusha-Alpecin - Lotto Soudal - Lotto NL-Jumbo - Quick-Step Floors - Sky - Team Sunweb Équipes continentales professionnelles (12)- Aqua Blue Sport - CCC Sprandi Polkowice - Cofidis, Solutions Crédits - Fortuneo-Samsic - Israel Cycling Academy - Roompot-Nederlandse Loterij - Sport Vlaanderen-Baloise - UnitedHealthcare - Vital Concept - Vérandas Willems-Crelan - WB-Aqua Protect-Veranclassic - Wanty-Groupe Gobert |
| |

## Classements

### Classement final
| \| Classement général \| Classement général \| Classement général \| Classement général \| Classement général \| \| Coureur \| Coureur \| Pays \| Équipe \| Temps \| \| ------------------ \| ------------------- \| ------------------ \| ------------------------ \| ------------------ \| \| 1er \| Fabio Jakobsen \| Pays-Bas \| Quick-Step Floors \| 4 h 23 min 51 s \| \| 2e \| Pascal Ackermann \| Allemagne \| Bora-Hansgrohe \| + 0 s \| \| 3e \| Christopher Lawless \| Royaume-Uni \| Team Sky \| + 0 s \| \| 4e \| Jens Debusschere \| Belgique \| Lotto-Soudal \| + 0 s \| \| 5e \| Jérémy Lecroq \| France \| Vital Concept \| + 0 s \| \| 6e \| Max Walscheid \| Allemagne \| Team Sunweb \| + 0 s \| \| 7e \| Timothy Dupont \| Belgique \| Wanty-Groupe Gobert \| + 0 s \| \| 8e \| Jonas Rickaert \| Belgique \| Sport Vlaanderen-Baloise \| + 0 s \| \| 9e \| Bram Welten \| Pays-Bas \| Fortuneo-Samsic \| + 0 s \| \| 10e \| Marco Haller \| Autriche \| Katusha-Alpecin \| + 0 s \| |                     |             |                          |                 |
| |                     |             |                          |                 |
| Source : ProCyclingStats |                     |             |                          |                 |
| Classement général |                     |             |                          |                 |
| Coureur | Coureur             | Pays        | Équipe                   | Temps           |
| 1er | Fabio Jakobsen      | Pays-Bas    | Quick-Step Floors        | 4 h 23 min 51 s |
| 2e | Pascal Ackermann    | Allemagne   | Bora-Hansgrohe           | + 0 s           |
| 3e | Christopher Lawless | Royaume-Uni | Team Sky                 | + 0 s           |
| 4e | Jens Debusschere    | Belgique    | Lotto-Soudal             | + 0 s           |
| 5e | Jérémy Lecroq       | France      | Vital Concept            | + 0 s           |
| 6e | Max Walscheid       | Allemagne   | Team Sunweb              | + 0 s           |
| 7e | Timothy Dupont      | Belgique    | Wanty-Groupe Gobert      | + 0 s           |
| 8e | Jonas Rickaert      | Belgique    | Sport Vlaanderen-Baloise | + 0 s           |
| 9e | Bram Welten         | Pays-Bas    | Fortuneo-Samsic          | + 0 s           |
| 10e | Marco Haller        | Autriche    | Katusha-Alpecin          | + 0 s           |

### UCI Europe Tour
La course attribue aux coureurs le même nombre de points pour l'UCI Europe Tour 2018 et le Classement mondial UCI.
| Position           | 1er | 2e  | 3e  | 4e  | 5e | 6e | 7e | 8e | 9e | 10e | 11e | 12e | 13e | 14e | 15e | 16e à 30e | 31e à 40e |
| Classement général | 200 | 150 | 125 | 100 | 85 | 70 | 60 | 50 | 40 | 35  | 30  | 25  | 20  | 15  | 10  | 5         | 3         |